# Знаменское (Мокшанский район)
Знаменское — село в Мокшанском районе Пензенской области России. Входит в состав Плесского сельсовета.

## География
Село находится в северной части Пензенской области, в пределах Сурско-Мокшанской возвышенности, в лесостепной зоне, на левом берегу реки Юловки, на расстоянии примерно 10 километров (по прямой) к северо-западу от рабочего посёлка Мокшан, административного центра района. Абсолютная высота — 182 метра над уровнем моря.

### Климат
Климат характеризуется как умеренно континентальный, с холодной продолжительной зимой и тёплым летом. Среднегодовая температура воздуха — 4,6 °C. Средняя температура воздуха самого тёплого месяца (июля) — 19 °C; самого холодного (января) — −13 °C. Безморозный период длится 150 дней. Продолжительность вегетационного периода — в среднем 144 дня. Среднегодовое количество атмосферных осадков варьируется от 480 до 500 мм, из которых большая часть выпадает в тёплый период. Снежный покров устанавливается в конце ноября и держится в течение 141 дня.

### Часовой пояс
Село Знаменское, как и вся Пензенская область, находится в часовой зоне МСК (московское время). Смещение применяемого времени относительно UTC составляет +3:00.

## Население
| 1710  | 1717  | 1782 | 1864 | 1877 | 1897  | 1910  |
| ----- | ----- | ---- | ---- | ---- | ----- | ----- |
| 513   | ↘450  | ↗611 | ↗716 | ↗850 | ↗1085 | ↗1282 |
| 1926  | 1930  | 1939 | 1959 | 1979 | 1989  | 1996  |
| ↘1050 | ↘1041 | ↘698 | ↘543 | ↘269 | ↗270  | ↘260  |
| 2002  | 2010  |      |      |      |       |       |
| ↘250  | ↘194  |      |      |      |       |       |

### Национальный состав
Согласно результатам переписи 2002 года, в национальной структуре населения русские составляли 98 % из 250 чел.